# Bălan, Sălaj
Balan là một xã thuộc hạt Sălaj, România. Dân số thời điểm năm 2002 là 4138 người.